# Фонте Таска (Кјети)
Фонте Таска (итал. Fonte Tasca) је насеље у Италији у округу Кјети, региону Абруцо.
Према процени из 2011. у насељу је живело 26 становника. Насеље се налази на надморској висини од 136 м.